# Calvadosia nagatensis
Calvadosia nagatensis is een neteldier uit de klasse Staurozoa en behoort tot de familie Kishinouyeidae. Calvadosia nagatensis werd in 1897 voor het eerst wetenschappelijk beschreven door Oka.